# Фігинг

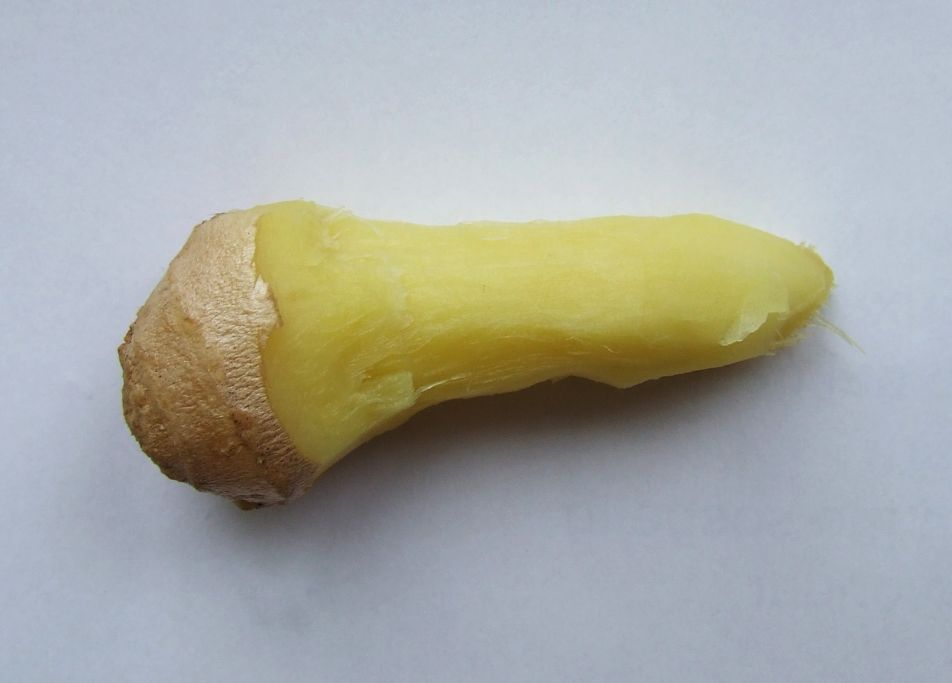
Частково очищений шматок кореневища імбиру

Фігинг (англ. figging) — практика введення шматочка очищеного кореня імбиру в анус людини, щоб викликати гостре відчуття печіння. Історично ця практика була методом покарання, але з тих пір вона була запозичена у практику БДСМ. Англійський термін «figging» походить від слова «feaguing» 19 століття.

## Історія
Подібний метод фізичного покарання вперше був використаний як форма дисциплінування для рабів у Стародавній Греції під назвою рафанидоз. Затриманому різною мірою обмежували рухливість, у той час як відчуття переходило від некомфортного до нестерпного.

## Метод
Імбир, очищений від шкірки та часто вирізаний у формі анальної пробки, викликає сильне печіння. Для того, шоб ефект почався, потрібен час, після чого він поступово наростає і триває приблизно двадцяти хвилин, і тоді починає швидко зникати. Після використання з імбиру можна зрізати верхній шар та використати повторно для продовження ефекту або можна використати свіжий імбир; кожне застосування кореневища імбиру поновлює тривалість відчуттів у суб'єкта.[джерело?]
Якщо людина, до якої здійснюється фігинг, напружує м’язи ануса, відчуття стають більш інтенсивними. З цієї причини його іноді використовують під час побиття палицею, щоб людина не стискала сідниці. Тоді суб'єкт повинен вибирати між напруженням сідниць, щоб підготуватися до удару, внаслідок чого відчуття печіння посилюються, або розслабленням сідниць і повною силою удару.